# Casa Blanca (Arizona)
Casa Blanca es un lugar designado por el censo ubicado en el condado de Maricopa en el estado estadounidense de Arizona. En el Censo de 2010 tenía una población de 1388 habitantes y una densidad poblacional de 33,93 personas por km².

## Geografía
Casa Blanca se encuentra ubicado en las coordenadas 33°6′56″N 111°54′29″O / 33.11556, -111.90806. Según la Oficina del Censo de los Estados Unidos, Casa Blanca tiene una superficie total de 40.91 km², de la cual 40.91 km² corresponden a tierra firme y (0%) 0 km² es agua.

## Demografía
Según el censo de 2010, había 1388 personas residiendo en Casa Blanca. La densidad de población era de 33,93 hab./km². De los 1388 habitantes, Casa Blanca estaba compuesto por el 1.01% blancos, el 0.29% eran afroamericanos, el 96.04% eran amerindios, el 0.14% eran asiáticos, el 0% eran isleños del Pacífico, el 0.94% eran de otras razas y el 1.59% pertenecían a dos o más razas. Del total de la población el 13.04% eran hispanos o latinos de cualquier raza.